# Theologische Realenzyklopädie
La Theologische Realenzyklopädie (TRE) est la principale encyclopédie relative à la religion et à la théologie de langue allemande. 
Elle constitue en outre le plus important projet éditorial dans le domaine de la théologie et des sciences religieuses de la fin du XXe siècle et du début du XXIe. Elle comprend 36 volumes dont 2 000 articles détaillés couvrant une période allant du début du christianisme jusqu'à la fin du XXe siècle. Le premier volume date de 1977, le dernier de 2004. 

## Plan
- Volume 1 (1977) : Aaron – Agende, 804 pages.
- Volume  2 (1978) : Agende – Anselm von Canterbury, 798 pages.
- Volume 3 (1978) : Anselm von Laon – Aristoteles/Aristotelismus, 826 pages.
- Volume 4 (1979) : Arkandisziplin – Autobiographie, 813 pages.
- Volume 5 (1980) : Autokephalie – Biandrata, 805 pages.
- Volume 6 (1980) : Bibel – Böhmen und Mähren, 786 pages.
- Volume 7 (1981) : Böhmische Brüder – Chinesische Religionen, 802 pages.
- Volume 8 (1981) : Chlodwig – Dionysius Areopagita, 800 pages.
- Volume 9 (1982) : Dionysius Exiguus – Episkopalismus, 790 pages.
- Volume 10 (1982) : Erasmus – Fakultäten, Theologische, 813 pages.
- Volume 11 (1983) : Familie – Futurologie, 800 pages.
- Volume 12 (1984) : Gabler – Gesellschaft/Gesellschaft und Christentum V, 801 pages.
- Volume 13 (1984) : Gesellschaft/Gesellschaft und Christentum VI – Gottesbeweise, 804 pages.
- Volume 14 (1985) : Gottesdienst – Heimat, 804 pages.
- Volume 15 (1986) : Heinrich II. – Ibsen, 808 pages.
- Volume 16 (1987) : Idealismus – Jesus Christus IV, 795 pages.
- Volume 17 (1988) : Jesus Christus V – Katechismuspredigt, 814 pages.
- Volume 18 (1989) : Katechumenat/Katechumenen – Kirchenrecht, 778 pages.
- Volume 19 (1990) : Kirchenrechtsquellen – Kreuz, 818 pages.
- Volume 20 (1990) : Kreuzzüge – Leo XIII., 793 pages.
- Volume 21 (1991) : Leonardo da Vinci – Malachias von Armagh, 806 pages.
- Volume 22 (1992) : Malaysia – Minne, 800 pages.
- Volume 23 (1993) : Minucius Felix – Name/Namensgebung, 807 pages.
- Volume 24 (1994) : Napoleonische Epoche – Obrigkeit, 800 pages.
- Volume 25 (1995) : Ochino – Parapsychologie, 787 pages.
- Volume 26 (1996) : Paris – Polen, 816 pages.
- Volume 27 (1997) : Politik/Politikwissenschaft – Publizistik/Presse, 807 pages.
- Volume 28 (1997) : Pürstinger – Religionsphilosophie, 804 pages.
- Volume 29 (1998) : Religionspsychologie – Samaritaner, 798 pages.
- Volume 30 (1999) : Samuel – Seele, 813 pages.
- Volume 31 (2000) : Seelenwanderung – Sprache/Sprachwissenschaft/Sprachphilosophie, 823 pages.
- Volume 32 (2001) : Spurgeon – Taufstein, 783 pages.
- Volume 33 (2002) : Technik – Transzendenz, 810 pages.
- Volume 34 (2002) : Trappisten/Trappistinnen – Vernunft II, 792 pages.
- Volume 35 (2003) : Vernunft III – Wiederbringung aller, 820 pages.
- Volume 36 (2004) : Wiedergeburt – Zypern, 872 pages.

### Différentes éditions de laTheologische Realenzyklopädie
Volume d'index :
- Register zu Band 1–17. De Gruyter, Berlin 1990 (229 pages)
- Claus-Jürgen Thornton: Register zu Band 1–27. De Gruyter, Berlin 1998 (504 pages)
- Gesamtregister. 2 volumes. De Gruyter, Berlin 2010,  (ISBN 978-3-11-020803-0) (1667 pages)

Édition universitaire :
- 36 volumes en trois parties avec en plus 4 volumes d'index. De Gruyter, Berlin 2012,  (ISBN 978-3-11-019098-4)

Le Theologische Realenzyklopädie en ligne:
- De Gruyter, Berlin 2008,  (ISBN 978-3-11-023302-5) (achat),  (ISBN 978-3-11-023303-2) (abonnement)